# Australian Open 2014 – dvouhra kvadruplegiků
Obhájcem titulu soutěže dvouhry kvadruplegiků na melbournském grandslamu byl dvojnásobný vítěz Američan David Wagner, který získal třetí trofej po třísetové váhře 3–6, 7–5 a 6–3 nad Jihoafričanem Lucasem Sitholem.

## Nasazení hráčů
1. David Wagner (vítěz)
2. ' Lucas Sithole (finále)

## Pavouk
| Legenda                                                       |                                                                        |                                                   |
| - Q – kvalifikant - WC – divoká karta - LL – šťastný poražený | - Alt – náhradník - SE – zvláštní výjimka - PR/SR – žebříčková ochrana | - w/o – bez boje - r – skreč - d – diskvalifikace |

### Finále
| Finále |               |   |   |   |
|        |               |   |   |   |
|        |               |   |   |   |
| 1      | David Wagner  | 3 | 7 | 6 |
| 2      | Lucas Sithole | 6 | 5 | 3 |

### Základní skupina
|    |                  | Wagner             | Alcott             | Lapthorne     | Sithole            | Zápasy | Sety | Hry   | Pořadí |
| 1. | David Wagner     |                    | 4–6, 7–6(7–5), 6–3 | 5–7, 5–7      | 7–6(7–2), 7–6(7–4) | 2–1    | 4–3  | 42–41 | 1.     |
|    | Dylan Alcott     | 6–4, 6–7(5–7), 3–6 |                    | 6–4, 5–7, 8–6 | 6–2, 2–6, 6–8      | 1–2    | 4–5  | 48–50 | 3.     |
|    | Andrew Lapthorne | 7–5, 7–5           | 4–6, 7–5, 6–8      |               | 4–6, 2–6           | 1–2    | 3–4  | 37–39 | 4.     |
| 2. | Lucas Sithole    | 6–7(2–7), 6–7(4–7) | 2–6, 6–2, 8–6      | 6–4, 6–2      |                    | 2–1    | 4–3  | 40–34 | 2.     |